# Christian Delle Stelle
Christian Delle Stelle (Cuggiono, 4 febbraio 1989) è un ex ciclista su strada italiano con caratteristiche di velocista, professionista dal 2012 al 2015.

## Carriera
Nato nel 1989 a Cuggiono, in provincia di Milano, da Under-23 ottiene diverse vittorie, tra le quali il Giro del Medio Brenta nel 2009 con la Bottoli-Nordelettrica-Ramonda e la Milano-Busseto e il Trofeo Comune di Acquanegra sul Chiese nel 2011 con la Trevigiani-Dynamon-Bottoli. Sempre nel 2011 partecipa ai Mondiali di Copenaghen, nella gara in linea Under-23. Nello stesso 2011 corre da stagista con la Colnago-CSF Inox di Bruno Reverberi, passando poi professionista l'anno successivo, a 23 anni, con la stessa squadra.
Al primo anno da prof non ottiene successi, non va infatti inoltre un terzo posto di tappa al Tour de Langkawi in Malaysia; prende però parte alle importanti classiche Giro del Piemonte e Giro di Lombardia. Rimasto nel 2013 con la stessa squadra, diventata nel frattempo Bardiani CSF, resta ancora a secco, con l'ottavo posto alla Ride London Classic come miglior risultato.
Nel 2014 scende nel circuito Continental con il Team Idea, squadra con cui vince il G.P. Izola e il Trofeo Franco Balestra. Trasferitosi dalla seconda metà di maggio alla MG.K Vis (ex Trevigiani), ottiene un'altra vittoria, nella quarta tappa dell'Okolo Slovenska, conquistando anche la classifica a punti della corsa. Nel 2015 passa ai polacchi della CCC Polkowice, partecipando alla Milano-Sanremo. A fine stagione chiude la carriera, a 26 anni.

## Palmarès
- 2007 (Juniores)

Novara-Suno
- 2009 (Bottoli-Nordelettrica-Ramonda)[1]

Giro del Medio Brenta
- 2010 (Trevigiani Dynamon Bottoli)[5]

Gran Premio Montanino
Gran Premio Polverini Arredamenti
Gran Premio Fiera del Riso
- 2011 (Trevigiani Dynamon Bottoli)[2]

Trofeo Edilizia Mogetta
Gran Premio Fiera della Possenta
Milano-Busseto
Memorial Gigi Pezzoni Under-23
Gran Premio Montanino
Memorial Gastaldello Lino e Riccardo Brunello
Circuito delle Mura - Città di Marostica
Coppa Città di Bozzolo
Gran Premio Somma
Trofeo Comune di Acquanegra sul Chiese
- 2014 (Team Idea, due vittorie; MG.K Vis-Wilier, una vittoria)

G.P. Izola - Butan plin (Team Idea)
Trofeo Franco Balestra (Team Idea)
4ª tappa Okolo Slovenska (Handlová > Levice) (MG.K Vis)

### Altri successi
- 2009 (Bottoli-Nordelettrica-Ramonda)

2ª tappa Vuelta a Tenerife (San Cristóbal de La Laguna, cronosquadre)
- 2014 (MG.K Vis)

Classifica a punti Okolo Slovenska

## Piazzamenti

### Classiche monumento
- Milano-Sanremo

2015: 142º
- Giro di Lombardia

2012: ritirato

### Competizioni mondiali
- Campionati del mondo

Copenaghen 2011 - In linea Under-23: 89º